# Juan de Cárdenas y Unzaga
Juan de Cárdenas y Unzaga (nacido el 1 de diciembre de 1805 en Archidona,  Málaga) fue político.

## Reseña biográfica
Fue Gobernador de Sevilla.
En 1854 fue gobernador de la provincia de Granada.
El 12 de abril de 1854 fue nombrado gobernador de la provincia de Zaragoza.
Fue intendente de primera clase.
Del 17 de abril de 1854 al 17 de julio de 1854 fue Presidente de la Diputación Provincial de Zaragoza.
EI 17 de julio de 1854 se constituyó una Junta Provincial de Gobierno de la provincia de Zaragoza y fue destituido de su cargo.
Fue Comendador de la Real Orden española de Carlos lll y de la de Isabel la Católica.
Fue Caballero de la Orden de San Juan de Jerusalén.
También fue condecorado con otras varias cruces de distinción.
Fue Maestrante de la Real de Caballería de Sevilla,
Fue Intendente honorario de Marina.
| Predecesor: Miguel Tenorio de Castilla | Presidente de la Diputación Provincial de Zaragoza 17 de abril de 1854 - 17 de julio de 1854 | Sucesor: Benito Fernández |